# Språk och stil
Språk och stil är en språktidskrift som utkom med sin första årgång 1901. 1921 bytte tidskriften namn till Nysvenska studier och hette så till och med år 1990, varefter den återtog namnet "Språk och stil". 
"Språk och stil" vill vara ett forum för aktuell forskning och vetenskaplig debatt rörande svenska språket. Den vänder sig till språk- och stilforskare, svensklärare, studerande och alla andra med intresse för svenska språkets byggnad, utveckling och användning, och utkommer med ett nummer på cirka 220 sidor varje år.
Tidskriften utges idag av Adolf Noreen-sällskapet vid Uppsala universitet. 